# Mario Ibáñez
Mario Francisco René Ibáñez Paredes (* 27. Juli 1921 in Valparaíso; † 25. April 2004 ebenda) war ein chilenischer Fußballtorwart und Arzt. Er absolvierte ein Länderspiel und wurde 1955 Fußballer des Jahres in Chile.

## Spielerkarriere

### Verein
Mario Ibáñez spielte in der Jugend der CD Santiago Wanderers, schaffte dort aber nicht den Sprung zu den Profis. Er spielte daraufhin bei der semiprofessionellen Mannschaft Deportivo Las Zorras aus Valparaíso. Danach ging er nach Santiago, um sein Studium der Medizin am Internado Nacional Barros Arana zu beenden. Fußballerisch schloss er sich CF Universidad de Chile an, wo er 1941 als Nachfolger von Eduardo Simian, der seine Karriere beendete, debütierte. Beim Klub aus der Hauptstadt blieb Doctor, wie er aufgrund seines Studiums der Medizin auch genannt wurde, 15 Jahre und beendete 1955 seine Karriere. Nach seiner Fußballkarriere praktizierte Ibáñez als Kinderarzt in Miami.

### Nationalmannschaft
Mario Ibáñez debütierte für Chile beim Campeonato Sudamericano 1942 im Spiel gegen den späteren Turniersieger Uruguay. Chile landete auf Platz sechs der sieben Teilnehmer. Die 1:6-Niederlage gegen Uruguay blieb das einzige Länderspiel von Ibáñez.

## Auszeichnungen
- Chiles Fußballer des Jahres: 1955